# Pablo Abián
Pablo Abián (ur. 12 czerwca 1985 w Calatayud) – hiszpański badmintonista, olimpijczyk.

## Kariera

### Mistrzostwa świata
Abián brał udział w Mistrzostwach Świata 2001 w grze podwójnej wraz z bratem Javierem. Grał również w Mistrzostwach Świata 2006, przegrywając w pierwszej rundzie z Anglikiem Andrew Smithem (15:21, 13:21).
W następnym roku w pierwszej rundzie pokonał Luka Petricia (21:9, 29:27). Odpadł jednak z turnieju w drugiej rundzie po porażce z Indonezyjczykiem Simonem Santoso (18:21, 15:21).

### Igrzyska Olimpijskie
Startował na Olimpiadzie w Pekinie, Londynie, Rio de Janeiro, Tokio i Paryżu, bez sukcesów.

## Główne osiągnięcia
| Poz. | Rozgrywki      | Data       | Turniej                            |
| ---- | -------------- | ---------- | ---------------------------------- |
| 1    | gra pojedyncza | 2005       | Brazil International               |
| 1    | gra pojedyncza | 2006, 2007 | Torneo International Giraldilla    |
| 1    | gra pojedyncza | 2006       | Latvia Riga District International |
| 1    | gra pojedyncza | 2007       | Ballart International              |